# Bursera penicillata
Bursera penicillata là một loài thực vật có hoa trong họ Burseraceae. Loài này được (Sessé & Moç. ex DC.) Engl. mô tả khoa học đầu tiên năm 1883.

## Hình ảnh

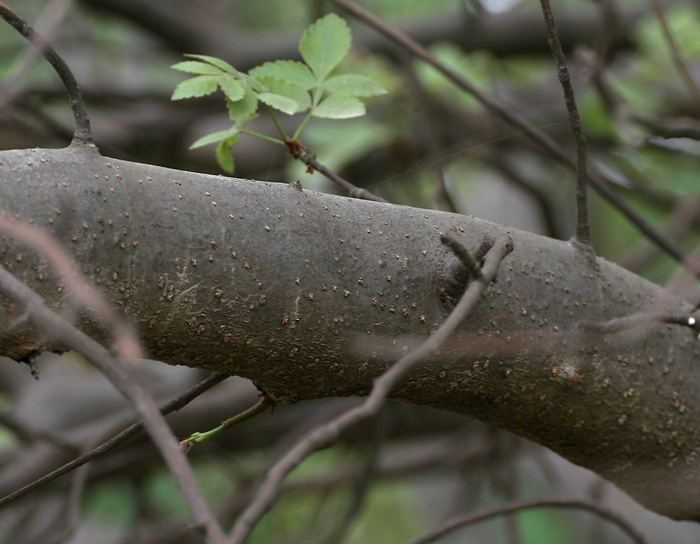
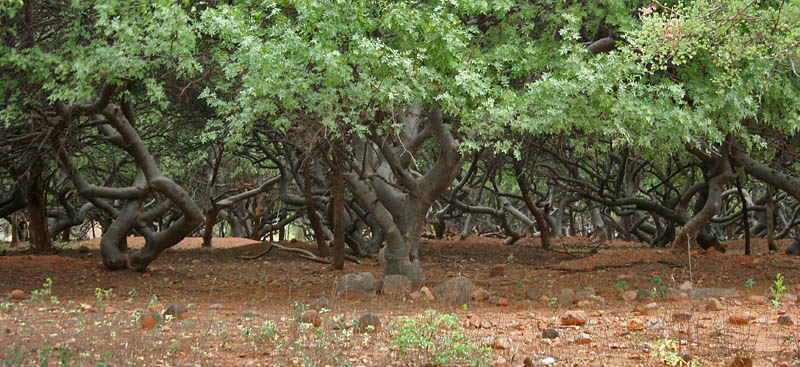